# Ulidiidae
Famille
Les Ulidiidae sont une famille d'insectes diptères brachycères. Dans certaines classifications (voir ITIS), cette famille est appelée Otitidae.

## Liste des genres
Selon Catalogue of Life (1er mars 2013) :
- genre Acatochaeta
- genre Aciuroides
- genre Acrosticta
- genre Acrostictella
- genre Acrostictomyia
- genre Amethysa
- genre Apterocerina
- genre Arborotites
- genre Aspistomella
- genre Axiologina
- genre Bothrometopa
- genre Callopistromyia
- genre Cenchrometopa
- genre Cephalia
- genre Ceroxys
- genre Chaetopsis
- genre Chlorops
- genre Chondrometopum
- genre Coscinum
- genre Curranops
- genre Cymatozus
- genre Cyrtomostoma
- genre Dasymetopa
- genre Delphinia
- genre Diacrita
- genre Dorycera
- genre Dyscrasis
- genre Elapata
- genre Empyelocera
- genre Euacaina
- genre Eumecosomyia
- genre Eumetopiella
- genre Euphara
- genre Euxesta
- genre Goniaeola
- genre Haigia
- genre Herina
- genre Heterodoxa
- genre Hiatus
- genre Homalocephala
- genre Hypochra
- genre Hypoecta
- genre Idana
- genre Idanophana
- genre Megalaemyia
- genre Melieria
- genre Micropterocerus
- genre Musca (anciennement)
- genre Myennis
- genre Myiomyrmica
- genre Myrmecothea
- genre Namibotites
- genre Nemopoda
- genre Neoacanthoneura
- genre Neodyscrasis
- genre Neoeuxesta
- genre Neomyennis
- genre Notogramma
- genre Oedopa
- genre Okuniomyia
- genre Ophthalmoptera
- genre Ortalis
- genre Otites
- genre Paragorgopis
- genre Paraphyola
- genre Pareuxesta
- genre Paroedopa
- genre Perissoneura
- genre Perissoza
- genre Phaeosoma
- genre Physiphora
- genre Plagiocephalus
- genre Polyteloptera
- genre Prionella
- genre Proteseia
- genre Psaeropterella
- genre Pseudeuxesta
- genre Pseudomelieria
- genre Pseudopterocalla
- genre Pseudoseioptera
- genre Pseudotephritina
- genre Pseudotephritis
- genre Pterocalla
- genre Pterocerina
- genre Pterotaenia
- genre Rhyparella
- genre Schnusimyia
- genre Seioptera
- genre Siopa
- genre Stenomyia
- genre Stictoedopa
- genre Stictomyia
- genre Sympaectria
- genre Systata
- genre Tephritis
- genre Terarista
- genre Terpnomyia
- genre Tetanops
- genre Tetrapleura
- genre Tetropismenus
- genre Texasa
- genre Timia
- genre Tritoxa
- genre Tujunga
- genre Ulidia
- genre Ulidiopsis
- genre Ulidiotites
- genre Ulivellia
- genre Vespomima
- genre Vladolinia
- genre Xanthacrona
- genre Zacompsia

## Publication originale
- (en) Macquart, 1835 : Histoire naturelle des insectes diptères. Tome 2, n. 1, pp. 1-703 (texte intégral).